# Lathyromyza florum
Lathyromyza florum är en tvåvingeart som beskrevs av Rubsaamen 1915. Lathyromyza florum ingår i släktet Lathyromyza och familjen gallmyggor.
Artens utbredningsområde är Tyskland. Inga underarter finns listade i Catalogue of Life.